# Disturbios de Astor Place
Los disturbios de Astor Place tuvieron lugar el 10 de mayo de 1849 en el hoy demolido Astor Opera House en Manhattan y arrojaron un saldo de entre 22 a 31 personas muertas y más de 120 heridos. Fue el disturbio cívico más mortal hasta esa fecha en Manhattan, que usualmente veía enfrentamientos entre inmigrantes pobres y nativistas o, ambas facciones juntas, contra los ricos que controlaban la policía de la ciudad o la milicia estatal.
Los disturbios tuvieron como resultado el mayor número de víctimas civiles debido a acción militar en los Estados Unidos desde la Guerra de Revolución Americana y llevó a que se incremente la militarización de la policía (por ejemplo, entrenamiento para control de disturbios y macanas más grandes y pesadas). Su aparente génesis fue una disputa entre Edwin Forrest, uno de los actores estadounidenses más conocidos de la época, y William Charles Macready, un igual de notable actor inglés, que se basó principalmente en cual de los dos era mejor que el otro al desempeñar los roles principales de Shakespeare.

## Antecedentes
En la primera mitad del siglo XIX, el teatro como entretenimiento era un fenómeno de masas y los teatros eran los principales puntos de encuentro en la mayoría de pueblos y ciudades. Como resultado, los actores amasaron una gran cantidad de seguidores leales al igual que las celebridades modernas o las estrellas deportivas. Al mismo tiempo, las audiencias siempre han tratado a los teatros como lugares para expresar sus sentimientos, no sólo hacia los actores, sino también hacia los demás asistentes de diferentes clases sociales u orientaciones políticas, y los disturbios en los teatros no eran ocurrencias raras en Nueva York.
En la primera mitad del siglo XIX, el teatro estadounidense estaba dominado por actores y administradores británicos. El ascenso de Edwin Forrest como la primera estrella estadounidense y la fiera parcialidad de sus seguidores era un signo temprano de un negocio de entretenimiento nacido en los Estados Unidos. Los disturbios han estado creciendo por 80 años o más, desde las protestas por la ley del sello en 1765, cuando todo un teatro fue derribado mientras actores británicos estaban actuando en escena. Actores británicos que hacían giras en los Estados Unidos se encontraban frecuentemente en el centro de protestas violentas debido a su prominencia y a la falta de otros objetivos.
El hecho de que tanto Forrest y Macready fueran especialistas en Shakespeare puede ser atribuido a la reputación del bardo en el siglo XIX como un ícono de la cultura anglosajona. Ralph Waldo Emerson, por lo pronto, escribió en su diario que los extraterrestres probablemente llamaban a la Tierra "Shakespeare." Las obras de Shakespeare no eran sólo las favoritas del público educado: durante la fiebre del oro de California, los mineros pasaban los inviernos sentados alrededor de fogatas e interpretando obras de Shakespeare de memoria; sus palabras eran bien conocidas en todos los estratos de la sociedad.

## Inicio
La raíz de los disturbios era de varios temas pero había tres principales:
- Una disputa entre Macready, quien tenía la reputación de ser el actor británico más grande de su generación, y Forrest, la primera verdadera estrella estadounidense. Su amistad se convirtió en una virulenta rivalidad teatral debido, en parte, a las malas relaciones anglo-estadounidenses de los años 1840. La cuestión sobre quien era el más grande actor se convirtió en una notoria manzana de la discordia en los medios británicos y, particularmente, estadounidenses que llenaban columnas discutiendo sus respectivos méritos.
- Una creciente sensación de alienación cultural de por parte de Gran Bretaña sobre todo entre la clase trabajadora estadounidense, así como entre inmigrantes irlandeses. A pesar de que los nativistas estadounidenses eran hostiles a los inmigrantes irlandeses, ambos encontraron una causa común contra los británicos.
- Una lucha de clases entre aquellos grupos que apoyaban a Forrest, y las anglófilas clases altas que apoyaban a Macready. Los dos actores se convirtieron en figuras principales para Gran Bretaña y los Estados Unidos, y su rivalidad llegó a encapsular dos puntos de vista opuestos sobre el futuro de la cultura estadounidense.

Era irónico que ambos fueran famosos como actores shakespeareanos: en unos Estados Unidos que todavía no había establecido sus propias tradiciones teatrales, la forma de probar su progreso cultural era interpretar a Shakespeare tan bien como los británicos, e incluso llegar a decir que, si Shakespeare hubiera estado vivo en esas épocas, hubiera sido, por lo menos de corazón, estadounidense.

## Causas inmediatas
Macready y Forrest hicieron un tour en el país del otro dos veces antes de que se iniciaran los disturbios. En la segunda visita de Macready a los Estados Unidos, Forrest había empezado a seguirlo alrededor del país y aparecía en las mismas fechas para retarlo. Dado el carácter de la época, muchos periódicos apoyaban a la estrella nacional. En la segunda visita de Forrest a Londres, era menos popular que en su primer viaje, y él solamente podía explicarse esa situación afirmando que Macready había maniobrado en contra suya. Fue a una performance de Macready interpretando Hamlet y lo pifeó fuertemente. Por su parte, Macready había anunciado que Forrest no tenía "tacto". El creciente escándalo siguió a Macready en su tercer y último viaje a Estados Unidos, donde la mitad del cadáver de una oveja muerta le fue lanzado al escenario. El clima empeoró cuando Forrest instigó un proceso de divorcio contra su esposa inglesa por conducta inmoral, y el veredicto falló en contra de Forrest el mismo día que Macready llegó a Nueva York para su último tour.[cita requerida]
Las conexiones de Forrest se daban principalmente con la clase trabajadora y las pandillas de Nueva York: había hecho su debut en el Bowery Theatre, que atendía principalmente una audiencia de clase trabajadora salida principalmente del violento y con enorme presencia inmigrante barrio de los Five Points en el bajo Manhattan unas cuantas cuadras al oeste. El cuerpo musculoso de Forrest eran calificados como esencialmente "estadounidense" por sus fanes de la clase trabajadora, especialmente en comparación con Macready que tenía un estilo más gentil. Los aficionados al teatro, para evitar mezclarse con los inmigrantes y la muchedumbre de los Five Points, había construido el Astor Opera House cerca del cruce de Broadway (donde los locales de entretenimiento atendían a las clases altas) y el Bowery (el área de entretenimiento de la clase trabajadora). Con su código de vestimenta de guantes y chalecos, la sola existencia del Astor Opera House era tomada como una provación por los estadounidenses populistas para quienes el teatro era el puento de encuentro tradicional de todas las clases.

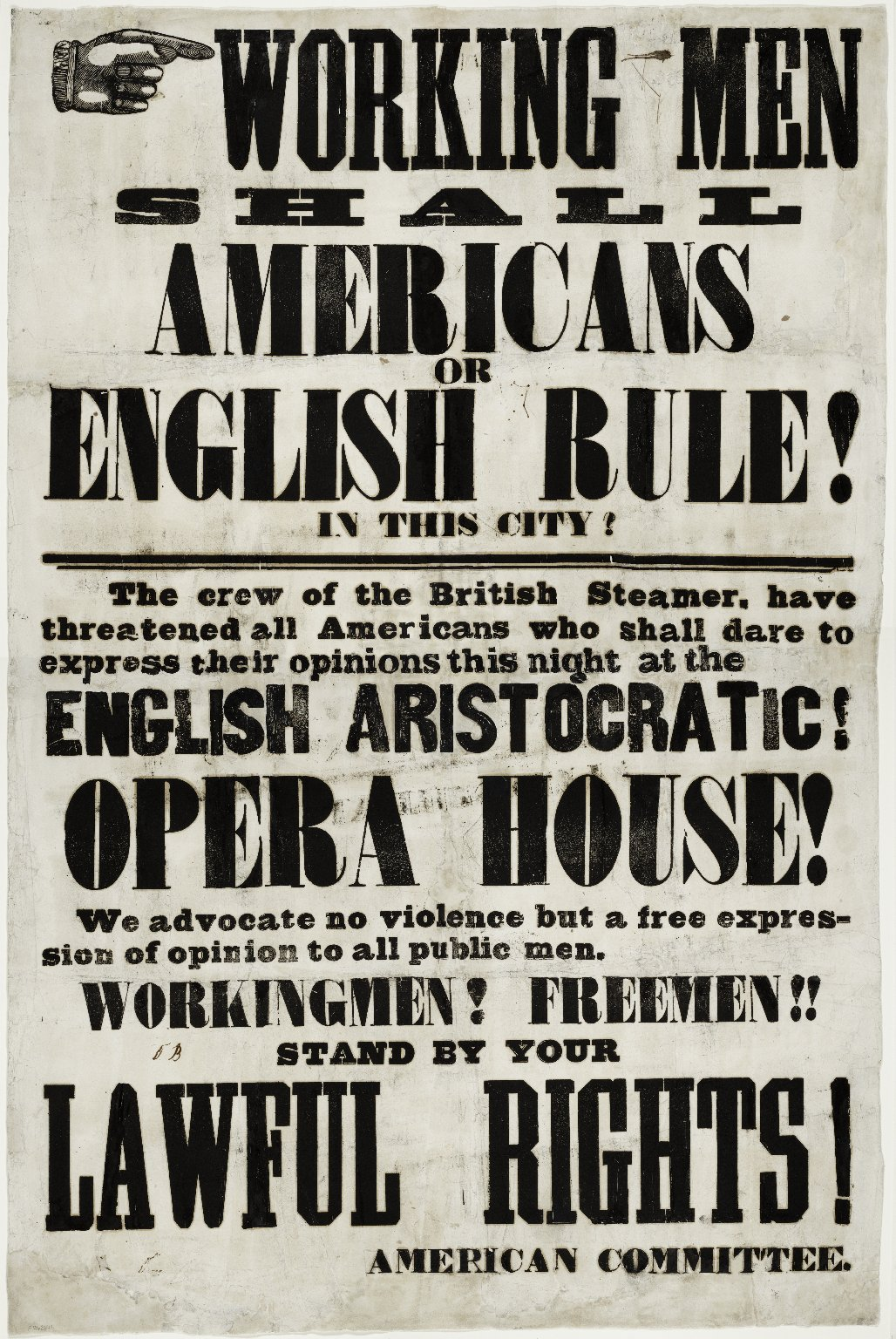
un prospecto, producido por Ned Buntline y el American Committee (también conocido como la "Orden de Estadounidenses Unidos") y entregado antes, y cómplice de, los disturbios de Astor Place.

Macready fue programado para interpretar Macbeth en la Opera House, que se había abierto a un entretenimiento menos elevado, incapaz de sobrevivir una temporada completa de ópera, y estaba atendiendo con el nombre "Astor Place Theatre". Forrest fue programado para interpretar Macbeth en la misma noche, solamente unas pocas cuadras más allá, en el enorme Broadway Theater.

## Los disturbios
El 7 de mayo de 1849, tres noches antes de los disturbios, los partidarios de Forrest compraron cientos de entradas para el último piso del Astor Opera House e hicieron que la actuación de Macready en Macbeth se detuviera lanzando al escenario huevos podridos, papas, manzanas, limones, zapatos, botellas con líquidos malolientes y asientos arrancados. Los actores persistieron entre silbidos, gemidos y gritos de "¡Vergüenza! ¡Vergüenza!" y "¡Abajo con la aristocracia del bacalao!", pero fueron forzados a actuar en pantomima ya que no podían hacerse oír sobre el bullicio. Mientras tanto, en la actuación de Forrest del 7 de mayo, la audiencia aplaudió cuando Forrest recitó el verso de Macbeth "¿Qué ruibarbo, sustancia o qué droga purgante sacará a estos ingleses de aquí?"[cita requerida]
Luego de su desastrosa actuación, Macready anunció su intención de irse a Gran Bretaña en el siguiente barco pero fue persuadido de quedarse y actuar nuevamente por una petición firmada por 47 neoyorquinos ricos -incluyendo los autores Herman Melville y Washington Irving– quienes informaron al actor que "el buen sentido y respeto por el orden prevalecen en esta comunidad y sostendrán las siguientes noches de su actuación". El 10 de mayo, Macready subió al escenario otra vez como Macbeth.[cita requerida]
El día de los disturbios, el jefe de policía George Washington Matsell informó a Caleb S. Woodhull, el alcalde Whig, que no había suficientes hombres para controlar un disturbio serio, y Woodhull llamó a la milicia. El general Charles Sandford juntó al Séptimo Regimiento de la milicia estatal en Washington Square Park, junto con tropas montadas, artillería ligera y húsares, un total de 350 hombres que se unirían a los 100 policías fuera del teatro para apoyar a los 150 que se encontrarían dentro. Policías adicionales fueron asignados para proteger las casas en el área de la ciudad donde vivían los "uppertens", los ricos y la élite.

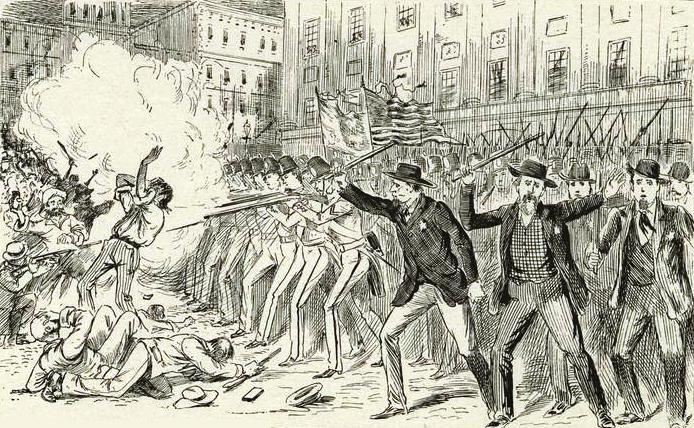
Disturbios en Astor Place

Al otro lado, similares preparaciones tuvieron lugar. El capitán de Tammany Hall Isaiah Rynders era un ferviente partidario de Forrest y había sido uno de aquellos detrás de la movilización contra Macready el 7 de mayo. Él estaba determinado a avergonzar a las recién instalados autoridades Whig, y distribuyó prospectos y pósteres en bares y restaurantes en toda la ciudad, invitando a los hombres trabajadores y patriotas a expresar sus sentimientos sobre los ingleses, preguntando "¿Serán los estadounidenses o los británicos quienes manden en esta ciudad?" Entradas libres fueron entregadas para el show del 10 de mayo de Macready así como planes de donde la gente debería instalarse.
Para el momento en que empezó la función, a las 7:30 como estaba programado, más de 10,000 personas llenaron las calles alrededor del teatro. Uno de los más prominentes entre los partidarios de Forrest fue Ned Buntline, un novelista barato quien era jefe asistente de Rynders. Buntline y sus seguidores habían establecido relevos para bombardear el teatro con piedras y pelear con la policía. Ellos y otros dentro intentaron sin éxito prender fuego al edificio. Muchos de los asistentes anti-Macready habían sido ubicados y prohibidos de ingresar al teatro. La audiencia estaba en un estado de sitio; sin embargo, Macready terminó su acto, otra vez en mímica y, sólo entonces, se escapó disfrazado.[cita requerida]
Temiendo perder el control de la ciudad, las autoridades llamaron a las tropas, las que llegaron a las 9:15. A su llegada fueron asediadas, atacadas y heridas. Finalmente, los soldados se alinearon y, luego de que sus advertencias fueran ignoradas, abrieron fuego. Primero dispararon al aire y luego varias veces a quemarropa hacia la muchedumbre. Muchos de los muertos eran transeúntes inocentes y casi todas las víctimas eran de la clase trabajadora; siete de los fallecidos eran inmigrantes irlandeses. Docenas de heridos y muertos fueron llevados a bares y tiendas cercanas, y la siguiente mañana madres y esposas iban por calles y morgues buscando a sus familiares.

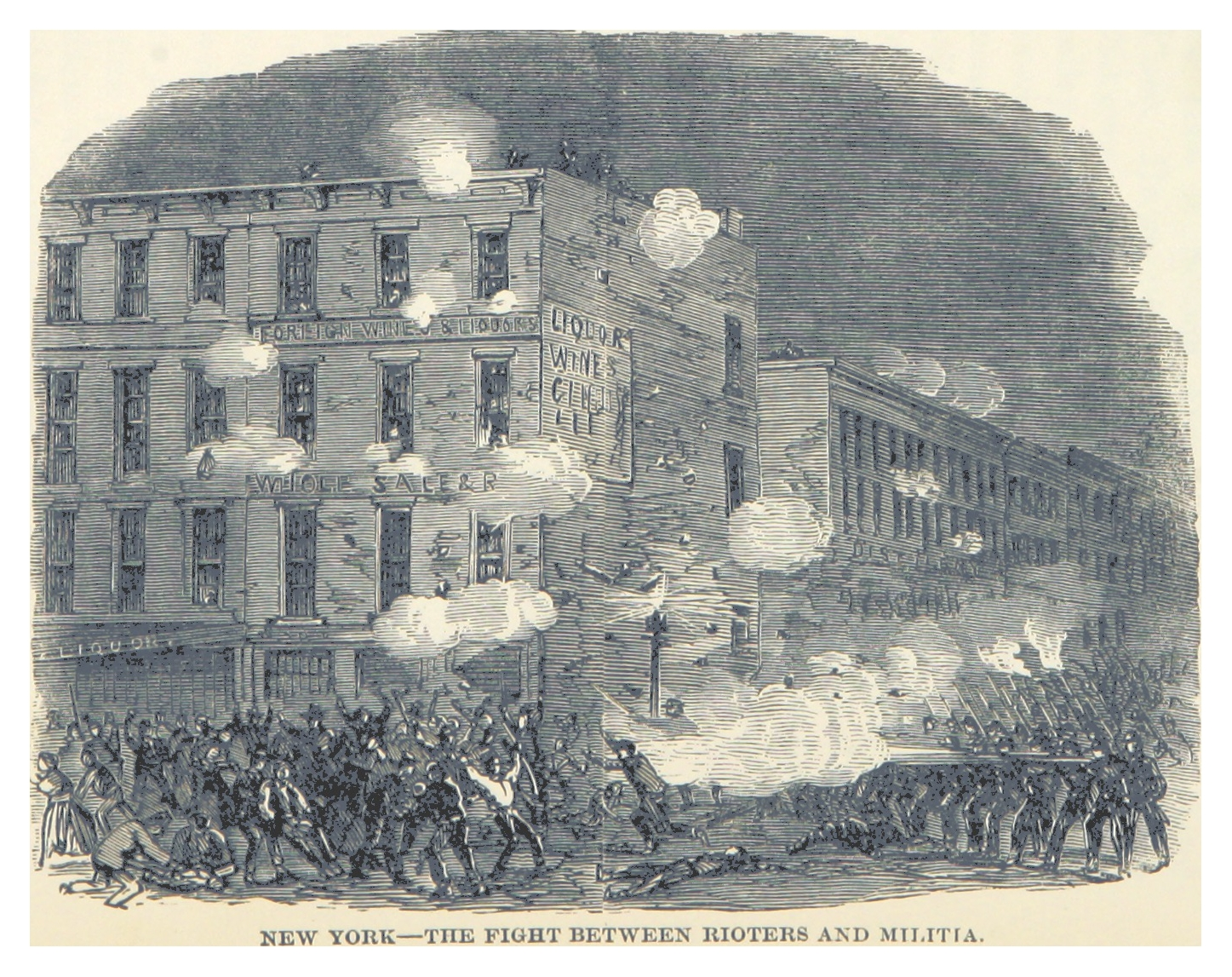
Lucha entre protestantes y la milicia.

El New York Tribune reportó: "Mientras una viuda tras otra pasaban, los pedazos de ladrillos y adoquines traqueteaban en las terrazas y vestíbulos, la confusión aumentó hasta que la Opera House se asemejó a un fuerte asediado por un ejercito invasor en vez de un lugar para el pacífico divertimento de una comunidad civilizada."
La noche siguiente, 11 de mayo, se convocó una reunión en City Hall Park que fue atendida por cientos, con voceros gritando por venganza contra las autoridades a cuyas acciones responsabilizaban por las muertes. Durante la reunión, un joven fue asesinado. Una muchedumbre furiosa subió por Broadway hacia Astor Place y se enfrentó a las tropas montadas tras improvisadas barricadas. pero esta vez las autoridades controlaron rápidamente el enfrentamiento..

## Consecuencias
Entre 22 y 31 protestantes fueron asesinados, y 48 fueron heridos. Entre 50 y 70 policías también fueron heridos. De la milicia, 141 personas fueron heridas por los varios objetos lanzados. Tres jueces presidieron un juicio relacionado con estos hechos, incluyendo a Charles Patrick Daly, un juez de la Corte de Peticiones Comunes de Nueva York, quien presionó por que se dicten arrestos.
La élite de la ciudad fue unánime en su elogio a las autoridades por poner mano dura contra los protestantes. El editor James Watson Webb escribió: 

La rapidez de las autoridades en llamar a las fuerzas armadas y la inquebrantable firmeza con la que los ciudadanos obedecieron la orden de disparar ante la turba, fue un excelente aviso a los Capitalistas del antiguo mundo, que ellos podrían enviar su propiedad a Nueva York y confiar en la certeza de que estará a salvo de las garras del republicanismo rojo, o cartistas o comunionistas (sic) de cualquier descripción.

La Astor Opera House no sobrevivió a su reputación como la "Massacre Opera House" en "DisAstor Place," como la llamaban en los shows de burlesque y minstrel. Empezó otra temporada pero pronto cerró. El edificio pasó a ser sede de la New York Mercantile Library.  Las necesidades de la élite por una casa de ópera se llenaron con la apertura de la Academy of Music, más hacia el norte en la calle 15 con Irving Place, lejos de los barrios de la clase trabajadora y de la rudeza del Bowery. Sin embargo, los creadores de ese teatro aprendieron al menos una lección de los disturbios y el desastre de la Astor Opera House: el nuevo local estaba menos estrictamente dividido por clases que el anterior. A pesar de que la reputación de Forrest fue muy dañada su estilo heroico de actuación pueden ser vistas en los ídolos de las matines de inicios de Hollywood y en actores como John Barrymore.
De acuerdo con Nigel Cliff en The Shakespeare Riots, los disturbios profundizaron el proceso de alienación de clase y segregación en la ciudad de Nueva York y los Estados Unidos. Como parte de ese proceso, el mundo del entretenimiento se separó entre órbitas "respetables" y "obrera". A medida que los actores profesionales se fueron hacia teatros respetables, las casas de vodevil respondieron haciendo sátiras del "serio" Shakespeare. Entonces Shakespeare fue gradualmente dejando de ser cultura popular para entrar a una nueva categoría de entretenimiento intelectual.

## En la cultura popular
- La obra de Richard Nelson Two Shakespearean Actors trata prnicipalmente de los eventos que rodean y llevan a los disturbios.[23]
- Los disturbios se ven en un epiosdio del 2006 de Weekend Edition en NPR.[24]

### Libros
- Burrows, Edwin G.; Wallace, Mike (1999). Gotham: A History of New York City to 1898 (en inglés estadounidense). Nueva York: Oxford University Press. ISBN 0-195-11634-8.
- Cliff, Nigel (2007). The Shakespeare Riots: Revenge, Drama, and Death in Nineteenth-Century America. New York: Random House. ISBN 978-0-345-48694-3. (requiere registro).
- Morrison, Michael A. (1999). John Barrymore, Shakespearean Actor. Cambridge Studies in American Theatre and Drama 10. Cambridge: Cambridge University Press. ISBN 9780521629799.

- Datos: Q750138
- Multimedia: Astor Place Riot / Q750138